# Kavitation (Biologie)
Kavitation (lat. cavitare "aushöhlen") bedeutet in der Biologie und in der Medizin generell eine Ausbildung von Aushöhlungen in Geweben und Organen. In den Disziplinen der Biologie wird der Begriff für unterschiedliche Prozesse verwendet.

## Botanik
In der Botanik meint Kavitation oder Embolie in der Regel Bildung von Gasblasen im Xylem der Pflanzen, die den Wassertransport beeinträchtigt. Kavitationen sind bei Pflanzen nicht ungewöhnlich, was Untersuchungen mit empfindlichen Schalldetektoren ergaben. Der Wasserstrom wird in der Regel über benachbarte Gefäßelemente umgeleitet. Durch Änderungen des Wasserpotentials und damit verbundene Überdrücke können Kavitationen beseitigt werden.

## Medizin und Zoologie

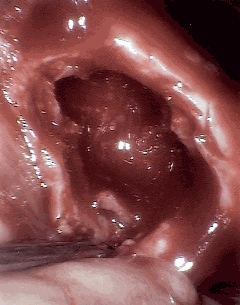
Eine offene Kavitation in der Lunge als Folge einer Tuberkulose

In der Medizin ist eine Kavitation die Bildung von atypischen, häufig krankheitsbedingten, Aushöhlungen in einem Organ. Medizinische Kavitation tritt vor allem in der Lunge auf und wird dort als Kaverne bezeichnet. Kavernen können zum Beispiel bei Tuberkulose oder Lungenkrebs auftreten.
In der Medizin können niederfrequente, gebündelte Ultraschallwellen eine physikalische Kavitation innerhalb des Körpers auslösen, die schädliche thermische oder mechanische Effekte im Gewebe bis zur Gewebezerstörung verursacht. Bei  Schönheitsoperationen wird diese Wirkung zur Fettzellenreduktion angewendet.